# Bafravān-e Bozorg
Bafravān-e Bozorg (persiska: بَفَروان, بفروان بزرگ, Bafarvān, بَفرَوانِ بُزُرگ, بُفرَوَن, بَفِروان) är en ort i Iran.   Den ligger i provinsen Västazarbaijan, i den nordvästra delen av landet, 500 km väster om huvudstaden Teheran. Bafravān-e Bozorg ligger 1 277 meter över havet och antalet invånare är 767.
Terrängen runt Bafravān-e Bozorg är platt, och sluttar norrut.Runt Bafravān-e Bozorg är det ganska tätbefolkat, med 60 invånare per kvadratkilometer. Närmaste större samhälle är Chahār Borj-e Qadīm, 18,5 km nordost om Bafravān-e Bozorg. Trakten runt Bafravān-e Bozorg består i huvudsak av gräsmarker.